# Taricha rivularis
Taricha rivularis é uma espécie de anfíbio caudado pertencente à família Salamandridae. É endémico das florestas costeiras da Califórnia.